# مقاطعة هوانكافليكا
مقاطعة هوانكافليكا (بالإنجليزية: Huancavelica Province)‏ هي مقاطعة في بيرو، تتبع إقليم هوانكافليكا، عاصمتها هوانكافليكا، تبلغ مساحتها 5681.71 كيلومتر مربع.